# Spathia neurosa
Spathia neurosa là một loài thực vật có hoa trong họ Hòa thảo. Loài này được Ewart & Archer miêu tả khoa học đầu tiên năm 1917.